# MS Star Clipper
Ne doit pas être confondu avec Star Clipper.
Le Star Clipper est un vraquier de la compagnie norvégienne Billabong-Per Wasler & Co. Il heurte l'Almöbron le 18 janvier 1980. Réparé, il est vendu en 1981 et devient le Star Lanao avant d'être détruit en Inde en 2006.

## Collision avec le pont d’Almö
Dans la nuit du 18 janvier 1980, alors qu'il franchissait le détroit entre les îles Källön et Almön, il heurte la base de l'Almöbron, faisant s'écrouler l'arche et le tablier central. Les appareils radios et appareillages électriques du navire norvégien furent détruits lors de la chute de l'arche du pont. À partir d’une radio portative, l’équipage tenta néanmoins de joindre la radio côtière pour faire bloquer les accès au pont mais ne furent pas tout de suite pris au sérieux si bien que les secours mirent 40 minutes avant d'intervenir et que les accès ne furent totalement bloqués qu’une heure plus tard. La collision elle-même ne fait aucune victime, ni dans l'équipage du Star Clipper, ni sur le pont qui était désert à cette heure mais les conditions de visibilité étaient telles (en pleine nuit et avec un épais brouillard) que 7 véhicules (6 voitures et un camion) ne purent éviter de chuter dans la mer glacée causant la mort de leurs occupants, 8 personnes au total.
Un poids-lourd chargé et très lent s’arrêta et bloqua l’un des accès, mais malgré de vaines tentatives par appels de phares, ne put empêcher des véhicules venant de l’autre rive de se précipiter dans le vide.
L’enquête ne releva pas de causes précises à ce drame, bien qu’il soit apparu que ce navire avait déjà eu des problèmes pour se diriger, mais cela n’avait pas été signalé. Le pilote fut blâmé pour ne pas avoir attendu le jour pour franchir ce passage délicat.

## Galerie

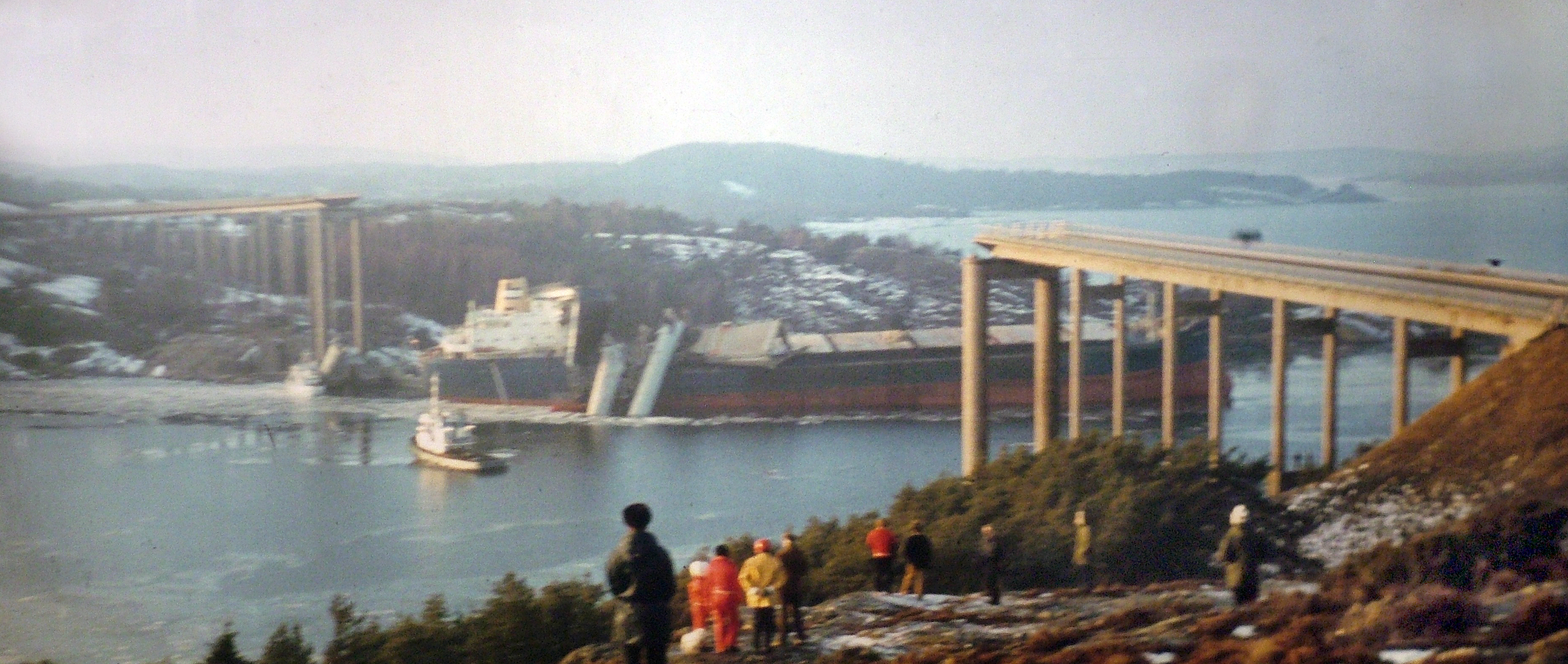
Le MS Star Clipper après la collision
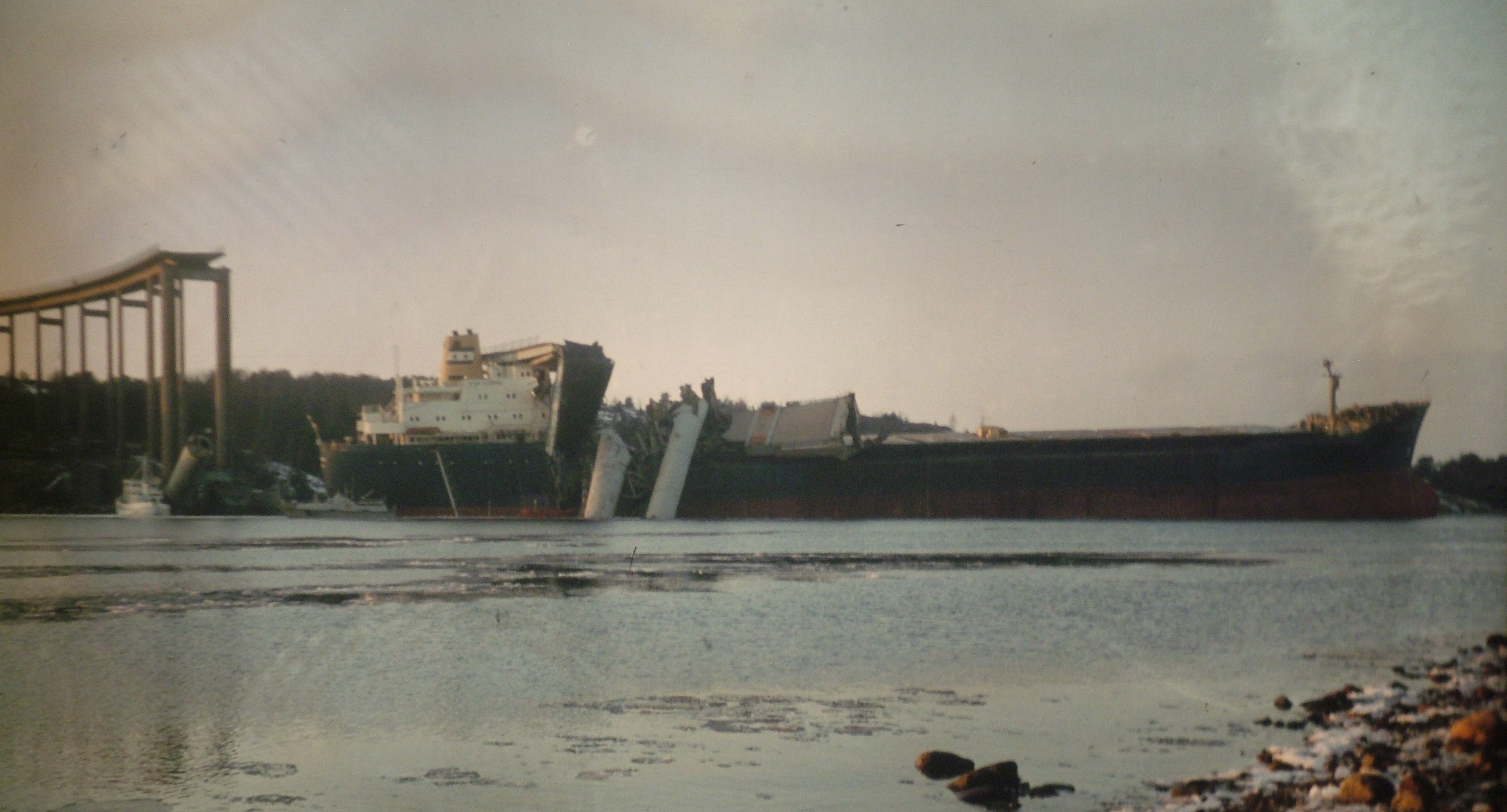
Le MS Star Clipper après la collision